# Иллюзорная Палинопсия
Иллюзорная палинопсия (греч. πάλι — "снова": и όψια — суффикс, обозначающий состояние зрения) — это вид палинопсии, при котором человек испытывает проблемы с послеобразами.

## Описание
Палинопсия — расстройство зрительного восприятия, при котором у человека проявляются остаточные изображения (послеобразы).
Иллюзорная палинопсия вызывается мигренью, длительное расстройством восприятия, вызванным галлюциногенами (HPPD), лекарствами, отпускаемыми по рецепту, и черепно-мозговой травмой, но также иногда бывает идиопатической.
При иллюзорной палинопсии послеобразы становятся бесформенными и искажающими поле зрения. Они могут двигаться в поле зрения человека, менять цвет, форму и т.д. В основном вид послеобразов зависит от внешних факторов (например, свет и т.д.).

## Симптомы

### Длительные нечёткие послеобразы
При иллюзорной палинопсии человек испытывает проблемы с послеобразами. Они описываются как нечётные и расплывчатые, и сохраняются в течение длительного времени. Например, после взгляда на источник яркого света, такого как фары автомобиля или вспышка фотоаппарата, в поле зрения в течение нескольких минут остается послеобраз света (когда у обычного человека он пропадает через несколько секунд). Нередко, у пациентов с иллюзорной палинопсией имеется и светобоязнь. 

### Полосы от источника света
Пациенты с иллюзорной палинопсией описывают кометоподобный след который наблюдается из-за движения человека или источника света. Полосы обычно сохраняются в течение нескольких секунд, а затем исчезают и часто возникают при ярком освещении на темном фоне. Пациенты обычно сообщают о трудностях с вождением автомобиля в ночное время, поскольку свет фар встречных автомобилей образует множественные полосы, затрудняющие обзор.

### Визуальный трейлинг

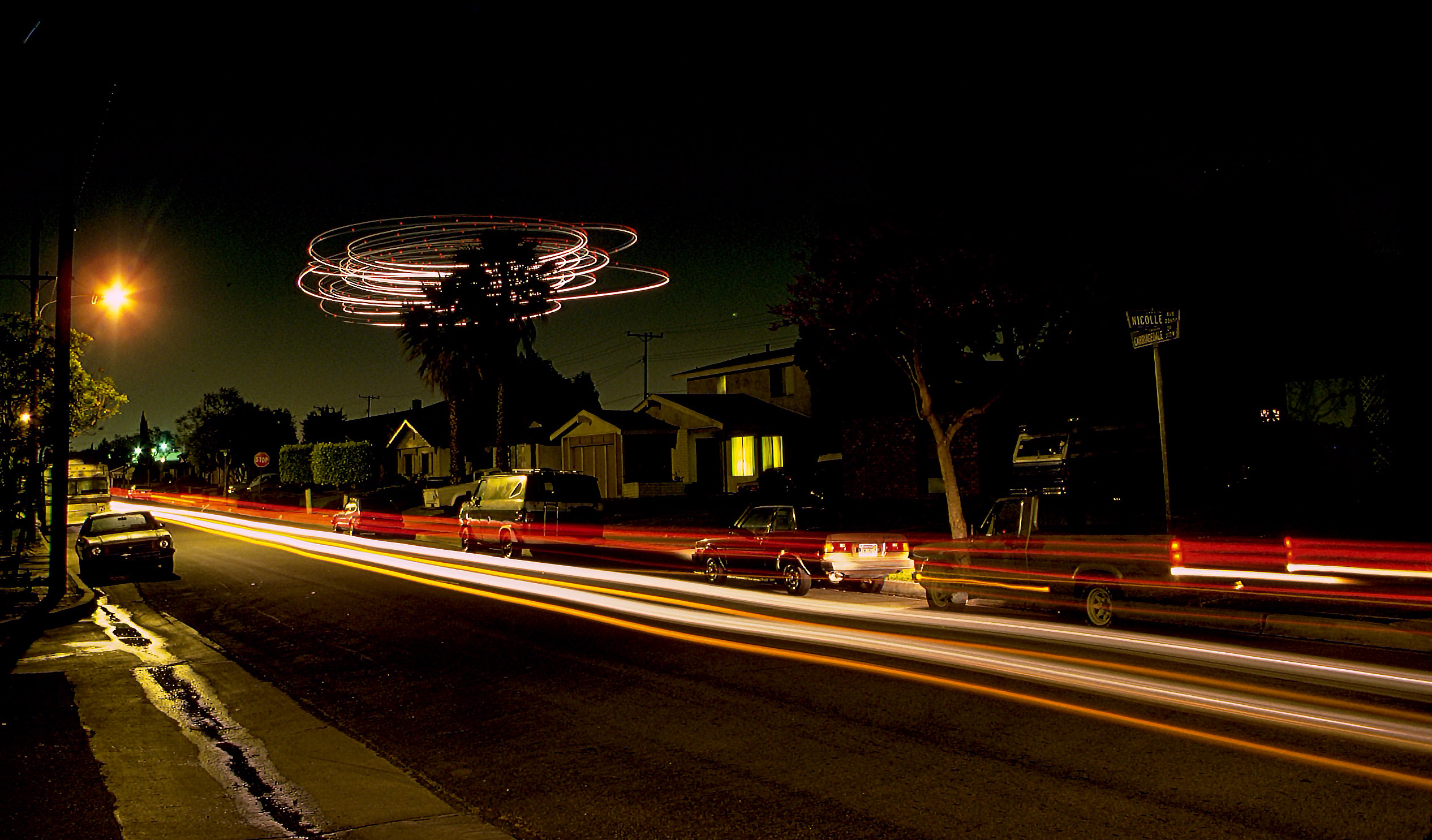
Человек, страдающий иллюзорной палинопсией, наблюдает тянущиеся следы от источников света и в принципе от движущихся объектов.

Человек с иллюзорной палинопсией видит тянущиеся следы за движущимися объектами. По описанию их можно сравнить с мультиэкспозицией или с эффектом, проявляющимся на фотографиях с длинной выдержкой. Иногда сообщается и о полной акинетопсии.

## Этиология
Иллюзорная палинопсия часто проявляется вкупе с мигренью, HPPD, травмой головы, но также может быть идиопатической. Иногда ученые наблюдали возникновение иллюзорной палинопсии у жителей полярных регионов во время полярных дней и связывают это со сном в светлом помещении, что приводит к возбуждению симпатической и парасимпатической нервной системы. Также причиной могут быть стрессы и переутомления. Такие вещества, как тразодон, нефазодон, миртазапин, оксиметазолин, топирамат, кломифен и рисперидон могут спровоцировать палинопсию.